# عبدالله العبدالله
عبدالله العبدالله (انگلیسی: Abdullah Al-Abdullah؛ زادهٔ ۱۰ ژانویهٔ ۱۹۸۷) یک ورزشکار اهل عربستان سعودی است.
از باشگاه‌هایی که در آن بازی کرده‌است می‌توان به باشگاه فوتبال الفتح عربستان سعودی اشاره کرد.